# Bridgestone (motorfiets)
De bandenfabrikant Bridgestone produceerde van 1950 tot 1971 ook motorfietsen.

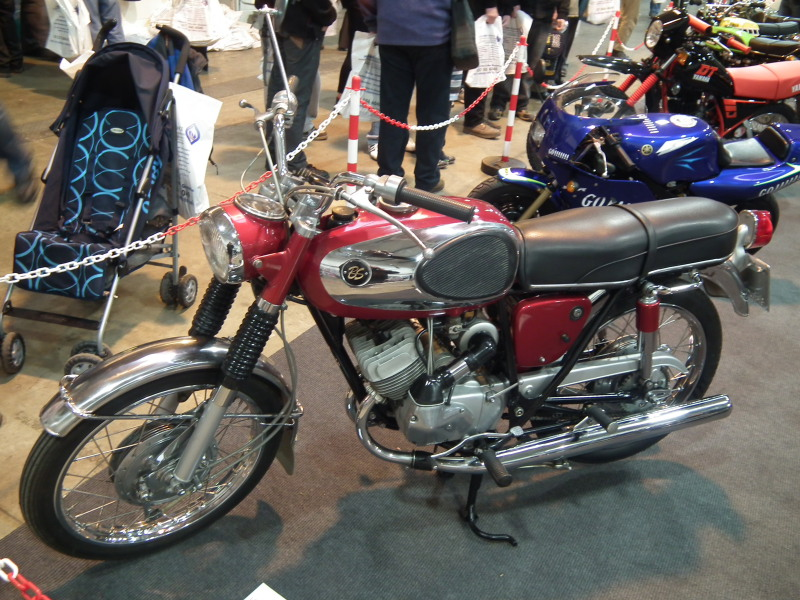
Bridgestone 175 DT (ca. 1966)

De bedrijfsnaam was: Bridgestone Tire Co. Ltd., Bridgestone Building, Kyobashi, later Cycle Industry Ltd., Kita Yaetsu Building, Nihonbashi, Chuo-Ku. (1950-1971).
In 1945 begon de bandenfabrikant Bridgestone ook fietsen te produceren en in 1950 hulpmotortjes voor deze fietsen. Die ontstonden in samenwerking met Fuji Precision Engineers. Vanaf 1952 leverde Bridgestone al complete rijwielen met hulpmotor. Aanvankelijk waren dit nog 26cc-blokjes, (de BS21 Bambi) maar die groeiden via 38 naar 49 cc.

## 1958: 50cc-motorfietsen
In 1958 verscheen een 50 cc motorfietsje, de Champion. Vanaf 1963 werden deze door de firma Rockford in de Verenigde Staten geïmporteerd. De Champion heette daar de Bridgestone Super 7. Het sportmodel met geforceerde luchtkoeling werd als Super 7 Sportster verkocht, terwijl het damesmodel met doorstapframe BS 50 Homer heette. Al deze bromfietsen en lichte motorfietsjes waren voorzien van zuigergestuurde tweetaktmotoren.

## 1965: 60- en 90cc-motorfietsen
Toen het - eveneens Japanse - merk Tohatsu in 1964 failliet ging nam Bridgestone een deel van de technici van dit bedrijf over. Bridgestone hoefde zich van de heersende crisis in de Japanse motorindustrie niet veel aan te trekken, vanwege de florerende bandenproductie. De Tohatsu-constructeurs brachten, door de race-activiteiten van Tohatsu, veel kennis over snelle tweetakten mee, met name de techniek om roterende inlaten te maken. In 1965 verschenen ook (zuigergestuurde) 60- en 90cc-varianten. In 1966 hoorde Bridgestone tot de grootste motorfietsproducenten van Japan. Er werden maandelijks 20.000 motorfietsen en 30.000 fietsen geproduceerd.

## 1966: 177 cc Dual Twin
In dat jaar werd ook de 177 cc Bridgestone Dual Twin gepresenteerd. Dit was een tweecilindertweetakt, uiteraard met roterende inlaten. De naam "Dual" dankte het apparaat aan de bijzondere versnellingsbak, van het roterende type, die op twee manieren ingesteld kon worden. Normaal, beginnende in de vrijstand kon men "rond" schakelen: vrij-1-2-3-4-vrij enz. Een systeem dat in Japan niet ongebruikelijk was, maar dat in het Westen nooit voet aan de grond kreeg. Het dualistische zat hem in een klein hefboompje, waardoor men het schakelpatroon kon veranderen: vrij-1-2-3-4-5 en dan terugschakelen. Inderdaad, dit hefboompje leverde meteen een vijfde versnelling op. De machine werd in de Westerse pers goed ontvangen, mede door de motorprestaties en de remmen. Maar de machine was veruit de duurste in zijn klasse. In de Verenigde Staten liep de verkoop desondanks niet slecht. De machine was daar weer in verschillende versies leverbaar: Als "scrambler" (de Hurricane Scrambler), als dirt-trackmotor en als enduromotor (de 175+-racer).

## 1968: 350 GTR en 350 GTO
In 1968 verscheen een 350cc-versie van de Dual Twin: de 350 GTR. De machine had een geheel nieuw ontwikkeld motorblok en kreeg een conventionele sequentiële versnellingsbak. Deze versnellingsbak kon naar keuze (na een vrij invoudige ombouw) links of rechts geschakeld worden. Uiteraard moest dan ook het rempedaal naar de andere kant verhuizen. Bridgestone kwam hiermee tegemoet aan de schakelzijde die de klant gewend was. Wie indertijd een Engelse motorfiets had gehad, was immers gewend aan "rechts" schakelen, terwijl de rest van de wereld dat met de linkervoet deed. Overigens had de GTR toen al zes versnellingen. Dit is pas in de jaren negentig gemeengoed geworden. Niet lang na het verschijnen van de GTR verscheen een scramblerversie met de naam GTO. Ook deze machines werden in de internationale pers geprezen vanwege de techniek en de prestaties, maar ze waren weer vreselijk duur. In Amerika kostte een 350 GTR bijna net zoveel als een Triumph Bonneville 650. Bridgestone bezuinigde niet op techniek en afwerking, maar stond hiermee eigenlijk zijn eigen succes in de weg.

## 1970: Begin van het einde
In 1970 bracht Bridgestone nog een vrij eenvoudige zuigergestuurde 100cc-scrambler uit, de TMX. Maar de verkopen liepen inmiddels erg slecht. In Europa waren de 350cc-modellen nauwelijks geïmporteerd, en er waren veel redenen om te stoppen:
- De verkoopcijfers bleven laag, mede omdat Bridgestone de motorfietsen erg duur produceerde. "Foefjes" als de Dual-versnellingsbak, roterende inlaten en het schakel-ombouwsysteem dreven de prijs op, evenals de prima afwerking. Op zich allemaal mooie zaken, maar men kwam hiermee in een prijscategorie van veel grotere viertaktmotoren van grotere en bekende merken.
- De Japanse Grote Vier (Honda, Yamaha, Suzuki en Kawasaki) stoorden zich aan de concurrentie die hen door hun eigen bandenleverancier werd aangedaan. Zij legden Bridgestone een ultimatum op: óf banden verkopen aan ons, óf motorfietsen verkopen aan anderen.
- Er was geen dealernetwerk. In het Verenigd Koninkrijk was Bill Smith de importeur en enige dealer, maar zijn hoofddealerschap was dat van Honda. In Amerika was importeur Rockford de enige dealer. Hij verhandelde de Bridgestones vooral via postorder. Maar voor service en onderhoud kon de klant alleen bij hem terecht.
- De bandenproductie van Bridgestone verliep uitstekend, en de fabriek had ruimte nodig om deze productie uit te breiden. De productiehallen van de motorfietsafdeling zouden hier goed voor gebruikt kunnen worden.

Mogelijk waren geen van deze argumenten op zichzelf een reden om te stoppen met de motorfietsproductie, maar de optelsom was dat wel.

### BS-Tailung en Rockford
In 1970 verkocht Bridgestone de productierechten aan het Taiwanese bedrijf BS-Tailung. Daar werden - met eigen frames en Bridgestone-blokken - lichte motorfietsjes voor de Amerikaanse markt gemaakt. Voormalig Bridgestone-importeur Rockford verkocht ze daar onder zijn eigen naam. Deze productie liep door tot 1975.

## 1971: 125cc-wegracer
Bridgestone heeft zich nooit erg druk gemaakt om de motorsport. Begin jaren zestig werden drie watergekoelde 50 cc tweecilinders in races ingezet, maar daarna werd het stil. Zelfs na de overname van de voormalige Tohatsu-racespecialisten bemoeide Bridgestone zich niet met wegraces, buiten de 90, 100 en 175 cc productieracers die in Japan en Amerika verkocht werden. In 1971 bouwde de Nederlandse coureur Jos Schurgers een 125cc wegracer op basis van een 177 cc Dual Twin. Feitelijk gebruikte hij alleen de carterhelften van de machine, want hij maakte, samen met constructeur Jorg Möller, zelf een frame, voorzag de motor van eigen watergekoelde cilinders, een Hoeckle-krukas en een Yamaha-versnellingsbak. In 1973 bereikte hij een derde plaats in het wereldkampioenschap met deze machine.

## 1974: AGV Condor
In 1974 nam Henk van Kessel een van de blokken over van Jos Schurgers. Hij doopte de machine om tot AGV Condor, recht doende aan zijn helmensponsor AGV.

## Trivia
Jos Schurgers is een bekende naam in de Nederlandse motorwereld. Hij was een verdienstelijk motorcoureur (o.a. met de befaamde Van Veen Kreidlers en zijn eigen "Bridgestone"), maar hij was ook een bekend ontwerper. Hij stond aan de basis van de Eurostyling, de lijnen die de Van Veen OCR 1000 kenmerkten, en die later in verschillende Honda-modellen te vinden waren. Later produceerde hij aftermarket-stroomlijnkuipen voor alle soorten toermotorfietsen.